# Circolo della Stampa - Sporting
Il Circolo della Stampa – Sporting è un complesso sportivo polifunzionale situato in corso Giovanni Agnelli, nel quartiere torinese di Santa Rita, nella zona sud-occidentale della città. Deve il nome all'associazione ricreativa dell'omonimo quotidiano torinese, parzialmente beneficiaria dell'area durante gli anni 1930.
Nel corso della sua storia è stato noto come Circolo «La Stampa», Circolo Juventus (o, più brevemente, come Circolo) e, in seguito, Sporting, per via del nome dei consorzi e delle maggiori associazioni sportive che si sono succedute nella proprietà nonché del suo utilizzo.
Durante i suoi primi quarant'anni d'attività fu considerato tra le più importanti e lussuose sedi sportive d'Europa oltreché una delle icone dell'architettura razionalista e modernista torinese, tanto da essere descritto dal Politecnico di Torino quale «un significativo esempio di impianto sportivo e ricreativo di gusto Novecento».
Opera dell'architetto partenopeo Domenico Morelli, fu inaugurato nel 1941 come Circolo Sportivo Juventus per ospitare le attività extracalcistiche del club inizialmente proprietario della struttura (tennis, disco sul ghiaccio, nuoto e bocce).
Fu anche sede di incontri sportivi internazionali, tra cui quelli della Nazionale italiana di tennis in sei edizioni della Coppa Davis tra il 1948 e il 1973, dell'Italia di pallacanestro contro l'Inghilterra nel 1948, gli Internazionali d'Italia 1961 e la totalità d'incontri disputati nella Federation Cup 1966 includendo la finale tra le squadre nazionali femminili di Stati Uniti e Germania Ovest.
L'impianto andò incontro a numerosi cambi di proprietà fino a essere acquisito nel 1957, insieme a tutta l'area su cui insiste, dal Comune di Torino che nel 2004, in vista della XXIII Universiade invernale disputatasi tre anni più tardi, lo sottopose a ristrutturazione.
Dal 2009 il Circolo della Stampa — Sporting (associazione che già dalla metà degli anni 1960 usufruisce dell'impianto) ha ottenuto in concessione dal Comune il diritto di superficie parziale per venticinque anni; oltre all’attività sportiva il Circolo della Stampa ha storicamente ospitato anche conferenze e iniziative culturali. Infine, il complesso fu dichiarato nel 2015 bene tutelato sottoposto a vincolo architettonico dal Ministero dei beni e delle attività culturali e del turismo (MiBACT).

## Storia

### Progetto e realizzazione
Nell'autunno del 1940 la società Juventus – Organizzazione Sportiva S.A. acquisì i terreni precedentemente occupati dal circolo sociale del giornale La Stampa e la Società IV Novembre fra il corso omonimo con quest'ultima, via San Marino, via Fra Paolo Sarpi e la bealera Giorsa, siti nel quartiere di Santa Rita, all'epoca al centro della città di Torino; per costruire le nuove sedi dell'amministrazione del club e il Circolo, il club sociale bianconero all'epoca già consolitato quale uno dei più lussosi del Paese e presieduto dall'industriale e membro del consiglio di amministrazione della polisportiva Gianni Agnelli, che allora si trovarono in via Bogino, 12 e all'interno del campo di corso Marsiglia, rispettivamente; oltreché un complesso polisportivo dedicato alle sezioni tennistica, hockeistica, nuotistica e boccistica della Juventus O.S.A. su un terreno comunale di 25000 m² gestito in precedenza dalla società Vasario & C. dove si realizzavano attività tennistiche, motociclistiche e di pattinaggio, le cui costruzioni furono in seguito demolite.
Il progetto strutturale fu presentato il 7 dicembre dello stesso anno alle autorità del Comitato olimpico nazionale italiano (CONI) e la Federazione Italiana Giuoco Calcio (FIGC) – chi avrà approvato la costruzione di una sede per l'amministrazione della sezione calcistica all'interno dell'impianto – nella sede societaria di via Bogino dall'ingegnere e architetto Domenico Morelli, che curò la direzione dei lavori e tutte le opere di allestimento e di sistemazione degli impianti, e, nel marzo 1941, da Piero Dusio, al tempo vicepresidente della Juventus O.S.A. Dopo l'approvazione dell'opera da parte delle citate autorità, e che la società di capitali abbia ottenuto il diritto di superficie per diciannove anni dal Comune di Torino il 30 aprile del medesimo anno, i lavori di costruzione nella zona furono incaricati all'impresa Biral ed ebbero inizio con la realizzazione di uno scenario dedicato al tennis e, in seguito, di due strutture multifunzionali dedicate al pattinaggio e disco sul ghiaccio.
Vennero anche sistemati alcune delle strutture preesistenti quali i campi per la pratica dello sport bianco dell'antico complesso Vasario – il cui numero fu ampliato in diciassette –, oltreché gli otto campi di bocce – che sarebbero dotati di misure regolamentari –, tribune montabili e un sistema d’illuminazione elettrica, le cabine, gli spogliatoi e gli impianti dedicati agli sport acquatici.
La struttura primaria del Circolo Juventus, il palazzo principale, si trovava di fronte alla piscina, al centro dell'area. Con un'altezza di due piani e costruito con uno stile architettonico moderno, l'edificio sarebbe sfruttato come sede amministrativa della società polisportiva e del proprio circolo sociale, che avrà, tra l’altro, sale da giuochi, di lettura e di riposo; saloni per festeggiamenti con ristorante al piano terreno e servizi di cucina sotterranei – una novità per l’epoca –, ospitando anche un ristorante capace di duecento persone.

### I primi anni, il secondo dopoguerra e i trasferimenti di proprietà
«[...] il Circolo ‘Juventus’ costituisce nel suo insieme una dotazione cittadina per l’attività sportiva veramente imponente, organica, tecnicamente ed esteticamente pregevole.»

— Cesare Venchi, 1948
In ragione della complessità dell'opera, l'impianto non era ancora stato edificato completamente al momento dell'inaugurazione accaduta nel 1941, mancando ancora le strutture del secondo lotto dei lavori, tra esse, lo scenario tennistico e la sede amministrativa, ultimate nel triennio seguente.
Dopo l'inaugurazione del Circolo, la modernità degl'impianti sportivi che ne fecero parte, progettati in modo razionalista, raggiunsero risonanza internazionale attraverso le testimonianze favorevoli dei visitatori, conferendogli un grande prestigio quale uno dei migliori e più completi impianti sportivi d’Europa, permettendogli di accogliere tornei di rilievo in diverse discipline; e alla società polisportiva Juventus, già presieduta dal commendatore Dusio, di estendere l'area totale a 66000 m² in prossimità del campo sportivo Gianpiero Combi e dello stadio Municipale Benito Mussolini, usata per l'organizzazione di diverse attività extracurricolari quali corsi di tennis e incontri di scherma.
In seguito alla crisi finanziaria, iniziata nella seconda metà degli anni 1940, della Compagnia Industriale Sportiva Italia (CISITALIA), azienda industriale-sportiva che amministrò la società polisportiva Juventus durante la Resistenza contro il nazifascismo e i primi anni della Ricostruzione, nel frattempo indebolitasi per il danno architettonico subito dalle proprie infrastrutture quali il Campo Combi, la sede amministrativa e il Circolo societario durante i bombardamenti cittadini accaduti nel corso della seconda guerra mondiale; le attività delle sezioni hockeistica, nuotistica-tuffistica e boccistica della Juventus conclusero nel biennio 1945-1946, mentre che la sezione tennistica bianconera venne ricostituita tre anni più tardi, contemporaneamente alla liquidazione della citata azienda, come organizzazione sportiva indipendente sotto la denominazione di Sporting Club attraverso l’intervento della Società Iniziative Sportive (S.I.S.), un’associazione di sportivi torinesi presieduta dall’imprenditore e presidente del Grande Torino Ferruccio Novo che si è proposto potenziare le strutture per un maggior sviluppo dello sport locale.
Per farlo, acquisì gli scenari tennistici del Circolo nel 1949 e assumerebbe, dal 1º luglio di quell'anno, la proprietà dello Sporting Club, ricominciando l’attività agonistica nei primi anni 1950; intanto l'industriale e membro della S.I.S. Italo Cappabianca sarebbe incaricato di costituire nel frattempo una nuova entità sportiva che rappresentarebbe la capitale sabauda, denominata Hockey Club Torino, alla cui saranno concessi gli impianti usati in precedenza dalla sezione dedicata bianconera e che usufrutterà per gli incontri nel campionato cadetto che disputerà sino al 1953, anno in cui il sodalizio concluderà l’attività agonistica per problemi finanziari, essendo in seguito rifondato dall’associazione polisportiva Torino Sport, a cui sarà ulteriormente legato, spostando la sede sportiva al Palazzo del ghiaccio del Valentino, riaperto nel mese d’ottobre di quell’anno.
Otto anni più tardi l'area venne acquistata dal Comune di Torino, che cedette in concessione l’amministrazione delle strutture – dopo farlo con la S.I.S. nel biennio 1957-1959 – all’Associazione Stampa Subalpina, un sindacato di categoria autonoma il cui modernizzerà le strutture che l’avranno permesso accogliere alla rappresentativa italiana nella Coppa Davis 1960 e gli Internazionali d'Italia, disputatosi in città dall’8 al 15 maggio in occasione del centenario dell'Unità d'Italia, e costruirà impianti coperti che saranno dedicati ad attività invernali. Tale associazione la gestirà per i seguenti sei anni fino al 13 ottobre 1966, in cui venne fusa al Circolo «La Stampa», società rifondata nove anni prima nel Palazzo Ceriana-Mayneri sito in corso Stati Uniti, 27 dando vita al Circolo della Stampa – Sporting.
La nuova società, dopo ricevere anch’essa la concessione municipale, riformerà le strutture sportive del Circolo, principalmente quelle tennistiche, le cui acquisirono, ancora una volta, livello internazionale.

### Ristrutturazione e privatizzazione
La totalità di costruzioni facenti parte del Circolo subì una profonda ristrutturazione nel 2004 come parte della riqualificazione urbanistica della zona in vista dei XX Giochi olimpici invernali realizzati nella città di Torino due anni più tardi, durante il cui fu usato quale sede della Federazione Internazionale Hockey su Ghiaccio (IIHF) e, in seguito, della XXIII Universiade invernale disputatasi nel capoluogo subalpino nel 2007. Tale ristrutturazione incluse la riqualificazione dei campi polisportivi e i campi di uso polivalente.
Nel 2009 il Comune di Torino, proprietario dall'intera area dove sorge il complesso sportivo, conferì il diritto di superficie sulla maggior parte del terreno inizialmente ceduto in concessione negli anni 1960, per venticinque anni, in favore dell'Associazione Sportiva Dilettanti Circolo della Stampa – Sporting, essendo da allora destinato prevalentemente all'attività tennistica.
Il Circolo, altresì, cedé al Comune il citato diritto su una superficie di 9000 m², sita tra corso Giovanni Agnelli e via Filadelfia e confinante con il PalaNuoto, il cui fu ulteriormente incluso nel masterplan di qualificazione urbano-universitaria della città pubblicato nella primavera 2014.
Nel 2015 il complesso e gli impianti a esso correlati furono dichiarati bene tutelato sottoposto a vincolo architettonico dal MiBACT.

## Impianti sportivi

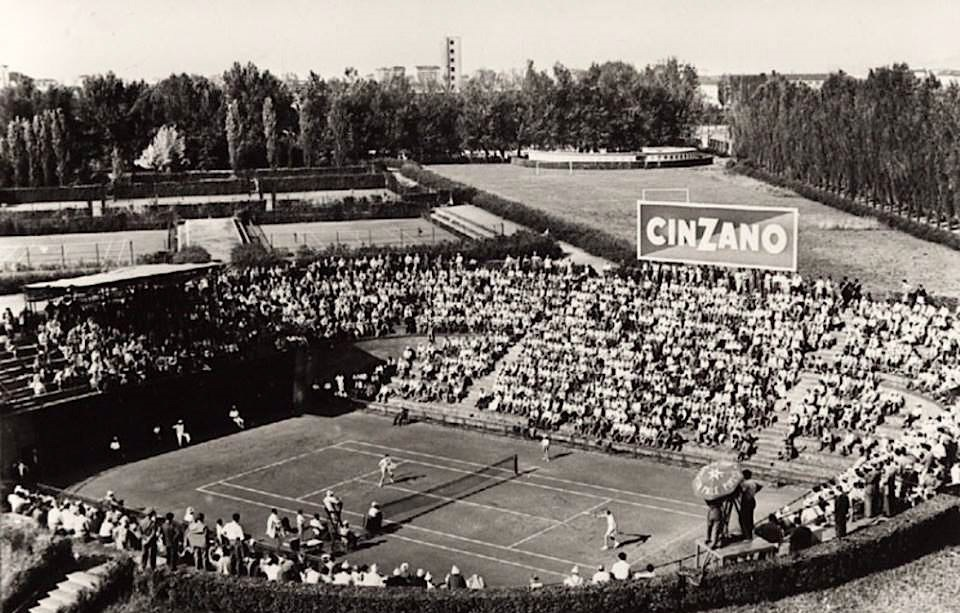
Lo stadio del tennis durante il quarto di finale della zona europea di Coppa Davis 1953 tra Italia e Svezia

Benché il Circolo della Stampa fosse capace di ospitare incontri di rilievo in diverse specialità, nel suo periodo di splendore, vale a dire negli anni 1940, disponeva di tre scenari sportivi ritenuti al momento tra i più prestigiosi in Italia ed Europa:
- Stadio Tennistico Juventus: noto a posteriori come Campo Stadio[50] o Stadio del Tennis,[51] fu costruito nel 1941 e inaugurato nell'estate 1942 con l'incontro tra le selezioni dell'Italia e della Scozia valevole per il Trofeo Roma, una competizione internazionale di prestigio all'epoca.[32][52] Era dotato di un campo principale composto di terra rossa,[29] una palazzina, due emicicli per gli spogliatoi e gradonate in mattone[51] che darebbero un effetto scenico paragonabile a quello di un teatro antico. Ospitò gli incontri casalinghi della squadra del Circolo Tennis Juventus e che avrebbe guardato sul corso IV Novembre, 153,[53] confinando con via San Marino, nella zona adiacente allo stadio Municipale Benito Mussolini.[54]

Il giornalista Piero Molino descrive le caratteristiche strutturali del futuro scenario e da testimonianza dell'impatto che avrà sulla città nel gennaio 1941:
Costruito con la supervisione dell'ingegnere De Bernardi, fu ritenuto dalla stampa specializzata dell’epoca il scenario tennistico più moderno e attrezzato d’Italia oltreché primo scenario costruito specificamente per la pratica dello sport bianco nella Nazione. Ospitò anche numerosi tornei di rilievo, tra essi, il campionato nazionale FIT 1946, gli Internazionali di Tennis 1948, la totalità degli incontri validi per gli Internazionali d'Italia 1961, includendo la storica vittoria di Nicola Pietrangeli sull'australiano Rod Laver; e per la Federation Cup 1966, includendo la finale disputatasi il 15 maggio di quell'anno tra le selezioni di Germania Ovest e Stati Uniti; nonché gli incontri casalinghi della squadra italiana di Coppa Davis durante le sei edizioni del torneo disputatesi dal 1948 al 1973, più di qualsiasi altra arena tennistica del Piemonte:
- 1948: Italia – Danimarca 5-0 (Zona europea, quarti di finale, 10-13 giugno)
- 1949: Italia – Cile 4-1 (Zona europea, quarti di finale, 9-16 giugno)
- 1953: Italia – Svezia 4-1 (Zona europea, quarti di finale, 10-14 giugno)
- 1960: Italia – Cile 3-2 (Zona europea, quarti di finale, 10-12 giugno)
- 1964: Italia – Svezia 1-3 (Zona europea, quarti di finale, 11-14 giugno)
- 1973: Italia – Spagna 3-2 (Zona europea, semifinali, 20-22 luglio)

Con una capienza ridimensionata nel 2004 a 4 000 posti, lo Stadio Tennistico fu, infine, la sede in cui si disputarono, dal 2002 al 2011, gli incontri dello Sporting Challenger, un torneo annuale del circuito ATP Challenger Tour.

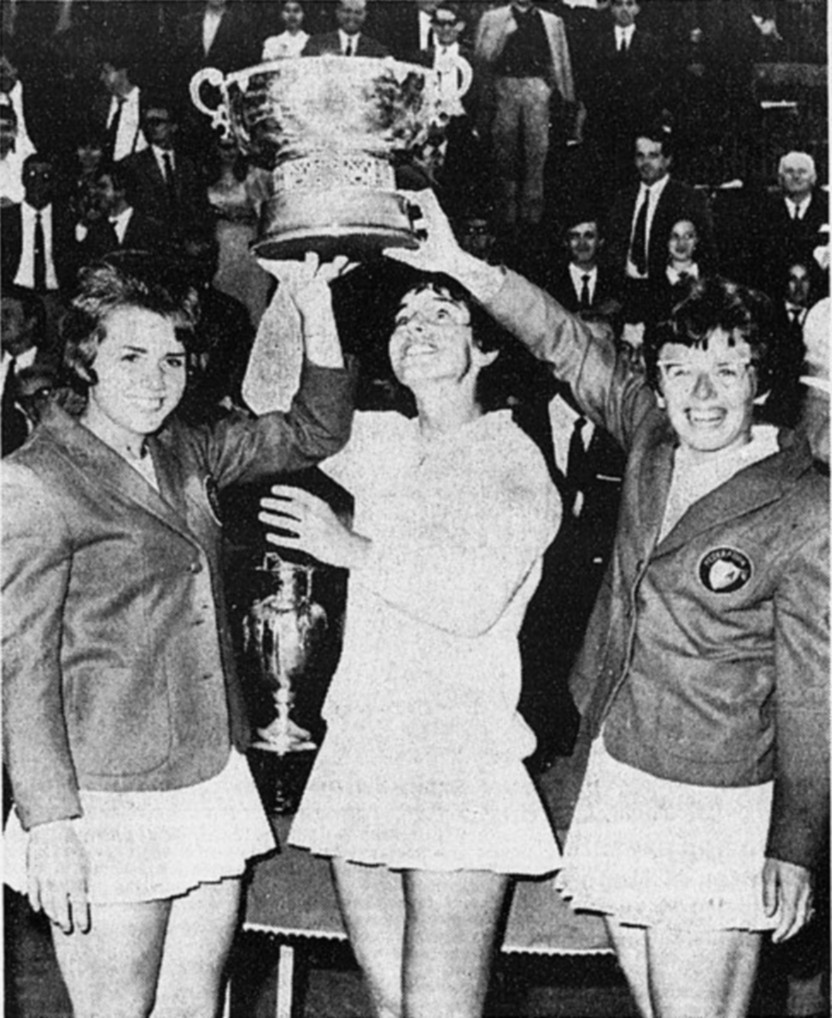
Le tenniste statunitensi Carole Caldwell Graebner, Julie Heldman e Billie Jean King mostrano la Federation Cup 1966 vinta a Torino, battendo in finale la Germania Ovest

In vista delle ATP Finals in programma nel vicino Palasport Olimpico a partire dal novembre del 2021, il Campo Stadio – destinato a ospitare gli allenamenti degli otto migliori tennisti al mondo della stagione – è stato oggetto di un rilevante intervento di ristrutturazione, redimensionando la sua capienza a 2 900 posti a sedere.
- Campo Juventus: anche noto come Palazzo di Ghiaccio,[29] fu inaugurato nel 1940[32] e consisteva di una struttura multifunzionale coperta con una capienza per 2 000 spettatori tutti a sedere e dimensioni equivalenti a tre campi tennistici in grado di accogliere eventi di pattinaggio a rotelle, pattinaggio su ghiaccio e, principalmente, le gare interne della squadra di disco sul ghiaccio bianconera[29] durante l’intero periodo d’attività, conclusa dopo la seconda guerra mondiale.[38] Nel 1949 fu inaugurata una moderna pista per pattinaggio sul ghiaccio che sarebbe stata usata dall'Hockey Club Torino, società appena istituita dal industriale locale Italo Cappabianca della Società Iniziative Sportive (S.I.S.),[7] sino al 1953, anno in cui anch'essa concluderà l’attività agonistica, essendo in seguito rifondata dall'associazione polisportiva Torino Sport.[41]

Dopo la ristrutturazione del 2004 viene usato per le attività sociali del Circolo della Stampa – Sporting e come scenario di diversi tornei di pallavolo, pallacanestro e sport indoor.
- Piscina Juventus: struttura olimpionica di 40 × 50 m. costruita su un’area di 2400 m². nella zona centrale del Circolo.[3] Fu inaugurata nel 1940 e dotata di un trampolino munito della plancia elastica da tre metri di altezza e due piattaforme di 5 × 10 m. in cemento armato nonché un moderno sistema di depurazione dell’acqua.[31]

L'impianto, che disponeva anche di una tribuna capace di 1 200 posti a sedere, fu usato per ospitare incontri di pallanuoto e le attività della sezione del nuoto e tuffi della polisportiva Juventus sino al suo scioglimento nel 1946.
La struttura fu utilizzata anche dalla Federazione Italiana Nuoto (FIN) sia per organizzare diversi tornei acquatici, in coabitazione con la Piscina Monumentale, struttura sita a fronte dello Stadio Comunale, che per accogliere gli allenamenti del rappresentativo nazionale di tuffi per il torneo disputato ai Giochi Olimpici di Londra nel 1948, consolidando la sua tradizione sportiva nel decennio successivo.
Vincolata alla Soprintendenza ai Beni Architettonici insieme al trampolino olimpionico da 10 metri, dopo la ristrutturazione del 2004, infine, viene usata per le attività sociali del Circolo della Stampa – Sporting e come scenario di diversi tornei di sport acquatico a livello nazionale e internazionale.

## Struttura
Dal 2004 l'impianto comprende:

Logo del Circolo della Stampa - Sporting, attuale gestore dell'impianto

- uno stadio tennistico capiente di 4 000 spettatori, tutti a sedere, poi ridotti a 2 900 in seguito a una ristrutturazione dell'impianto accadduta 17 anni più tardi;
- ventitré campi da tennis su terra rossa;[59]
- un'area per il nuoto composto da una piscina di 40 × 50 m. con trampolino olimpionico per tuffi, vasca idromassaggio e cabine;
- un campo di calcio a 8 e un altro di futsal;
- un campo polivalente per incontri di pallavolo e pallacanestro;
- un campo da bocce;
- una palestra;
- un centro fisioterapico e un centro estetico – benessere;
- quattro spogliatoi con sauna e idromassaggio;
- tre sale bridge – conferenze;
- un parco e una sala giochi per bambini;
- un ristorante;
- un bar.